# Віїрапалу
Віїрапалу (ест. Viirapalu) — село в Естонії, входить до складу волості Антсла, повіту Вирумаа.